# Joan Escrivà de Romaní
Joan Escrivà de Romaní i Ram (en catalan) ou Juan Ram de Escrivá de Romaní (en castillan), mort à Valence, en 1515 est un dignitaire du royaume de Valence (couronne d'Aragon) et poète de langue catalane.

## Biographie
Il est issu d'une lignée noble probablement originaire de Narbonne, dont la présence est attestée à Valence depuis le XIIIe siècle, peut-être d'origine judéo-converse.
Son lieu et sa date de naissance sont inconnus. On sait qu'il est né au XVe siècle, très probablement au Pays valencien, peut-être dans sa capitale Valence.
Fils cadet d’Eiximèn Peres Escrivà de Romaní i Saranyó, baron de Beniparrell et seigneur d’une partie de la baronnie de Patraix, il devient baron de Patraix par achat (1492) au comte de Cocentaina Joan Roís de Corella, et par concession juridictionnelle (1501) du roi Ferdinand II le Catholique.
Il exerce d'importantes fonctions administratives et diplomatiques, comme jurat de Valence (1472), mestre racional du royaume (1478–1502), administrateur de l’ordre de Montesa, puis ambassadeur auprès des rois de Naples (1474–1476) et du Saint-Siège (1494–1497), chargé notamment d’empêcher l’expansion française dans le sud de l’Italie,. Pour les services rendus, il reçoit des biens confisqués et plusieurs commanderies dans les royaumes de Valence et de Naples,.
Il épouse Béatrice de Monpalau, sœur du poète Luis de Castelvi,.
Il était grand ami de l'écrivain, chevalier et théologien Joan Roís de Corella,.

## Œuvre
Joan Escrivà de Romaní fait partie du cercle littéraire animé par Berenguer Mercader, en lien avec Bernat Fenollar et Joan Roís de Corella, avec qui il collabore à la rédaction de Lo passi en cobles (Valence, 1493),. Il est aussi l’auteur de Lo juí de París, En contra d’amor et des Cobles de les Caterines,. Il participe également à la Contemplació a Jesucrist crucificat et à l’Al·legoria ipsius juditii. Il prend part à l’adaptation catalane du Parlament d’Ovide, illustrant la fable d’Orphée,.
Son œuvre, en catalan et en castillan, est variée sur le plan formel et thématique. Parmi ses poèmes en castillan, figurent notamment Ven muerte tan escondida — célèbre pièce évoquée par Cervantes, Calderón et glosée par Lope de Vega —, Nao de Amor (allégorie amoureuse), et Queja ante el dios de Amor, qui mêle prose narrative et vers de dialogue, dans un style influencé par la littérature courtoise,. Une partie de sa production est publiée dans le Cancionero General publié à Valence en 1511,.